# Barkudia melanosticta
Barkudia melanosticta — вид сцинкоподібних ящірок родини сцинкових (Scincidae). Ендемік Індії.

## Поширення й екологія
Barkudia melanosticta відомі з типової місцевості, що лежить в околицях Вішакхапатнама в штаті Андгра-Прадеш, на узбережжі Бенгальської затоки. Вони живуть у сухих чагарникових лісах.